# Gluviopsis rivae
Espèce
Synonymes
- Paracleobis rivae Pavesi, 1897

Gluviopsis rivae est une espèce de solifuges de la famille des Daesiidae.

## Distribution
Cette espèce est endémique de Somalie.

## Description
La femelle décrite par Roewer en 1933 mesure 12 mm.

## Publication originale
- Pavesi, 1897 : Studi sugli aracnidi africani IX. Aracnidi Somali e Galla raccolti da Don Eugenio dei Principi Rispoli. Annali del Museo Civico di Storia Naturale di Genova, vol. 38, p. 151–188 (texte intégral).